# دوري كرة القدم الغربي 1926–27
دوري كرة القدم الغربي 1926–27 (بالإنجليزية: 1926–27 Western Football League)‏ هو موسم من دوري كرة القدم الغربي ‏. فاز فيه نادي بريستول سيتي.